# مخيم ماهاما للاجئين
مخيم ماهاما للاجئين هو مخيم للاجئين في منطقة كيريهي في المقاطعة الشرقية لرواندا ، بالقرب من نهر كاجيرا الذي يشكل الحدود مع تنزانيا . في عام 2016، بلغ عدد سكانها أكثر من 50 ألف نسمة، مما يجعلها بحجم إحدى أكبر عشر مدن في رواندا. في عام 2021، كان هناك أكثر من 100 ألف لاجئ في رواندا وكان معظمهم هنا. في عام 2023، أفادت التقارير أن عدد السكان بلغ 62.486 فردًا من 16.941 أسرة، أغلبهم من بوروندي.

## تاريخ
منذ عام 2015، أُجبر أكثر من 280 ألف بوروندي على الفرار والبحث عن ملجأ في بلدان مجاورة مثل رواندا وتنزانيا وأوغندا . ومن بينهم أكثر من 47 ألفًا ذهبوا إلى رواندا. تأسس مخيم ماهاما للاجئين في أبريل 2015.
في سبتمبر 2016، قُدِّر أن المخيم يأوي ما يزيد قليلاً على 50 ألف لاجئ من جنسيات مختلفة مع وصول المزيد كل يوم. ويعتبر هذا المخيم بمثابة نموذج لإدارة اللاجئين في منطقة شرق أفريقيا. في البداية كان المخيم عبارة عن خيام فقط، ولكن بعد 18 شهرًا تم بناء مبانٍ شبه دائمة باستخدام الطوب الطيني. في عام 2016، كان المخيم يضم مدرسة تضم أكثر من 100 فصل دراسي حيث التحق بها أكثر من 11 ألف طفل، وهي المدرسة التي أصبحت أكبر مدرسة في رواندا. وكان المخيم يضم قادة محليين في "القرى" الخمس والعشرين التي يتألف منها المخيم، فضلاً عن مركزين صحيين، وخدمة حافلات، وسوق لأصحاب الأكشاك. في ثمانية عشر شهرًا، تنافس مخيم اللاجئين مع سادس أكبر مدينة في رواندا من حيث عدد السكان.
وفي عام 2021، قُدِّر عدد اللاجئين في رواندا بنحو 125 ألف لاجئ، على الرغم من عودة 27 ألفاً منهم إلى بوروندي. 10% فقط من هؤلاء الذين ما زالوا في رواندا لم يكونوا في مخيمات اللاجئين. كانت الغالبية العظمى منهم في ماهاما. لا يزال المخيم ممتلئًا حيث تم نقل اللاجئين إلى هنا من مخيم جيهيمبي الذي أغلق في أكتوبر وسيتم نقل لاجئي مخيم آخر (كيجيمي) عندما يتوفر لدى ماهاما مساحة إضافية.
في عام 2021، قررت اللجنة البارالمبية الدولية دعم ستة رياضيين كجزء من الرياضيين البارالمبيين المستقلين في دورة الألعاب البارالمبية الصيفية 2020 . وكان بارفيت هاكيزيمانا من مؤسسة التايكوندو الإنسانية ، وهو من ماهاما، أحد الرياضيين. تنافس في طوكيو في رياضة التايكوندو  في فئة أقل من 61 كجم . في الألعاب، انسحب هاكيزيمانا من مرحلة الإعادة بسبب الإصابة.
في سبتمبر 2023، قالت المفوضية العليا للأمم المتحدة لشؤون اللاجئين إن هناك أكثر من 62 ألف شخص يعيشون هناك، وأن أغلبهم دون سن الثامنة عشرة.

## السكان البارزين
يقيم في المخيم ممارس الباراتايكوندو البوروندي بارفيت هاكيزيمانا .